# Bálint Bolcsó
Bálint Bolcsó (* 1979 in Budapest) ist ein ungarischer Musiker (Elektronik, Komposition), der auch im Bereich der Improvisationsmusik tätig ist.

## Leben und Wirken
Bolcsó studierte nach dem Besuch des Bartók Béla Gymnasiums in Budapest ab 1997 instrumentale und elektroakustische Komposition in Budapest, Wien, Paris, Hannover und Köln. Er war regelmäßiger Teilnehmer des Internationalen Bartók-Seminars in Szombathely und besuchte mehrere Meisterkurse. 2015 promovierte er an der Franz-Liszt-Musikakademie zum Thema Designing an Interactive Music System with an Acoustic Sound Source.
Bolcsós Kompositionen wurden u. a. beim Bartók-Festival, Budapest Autumn Festival, Making New Waves und bei Wien Modern aufgeführt. Er schreibt vokale, instrumentale und elektroakustische Werke, Hörspiele, Klanginstallationen. Weiterhin verfasste er Filmmusiken, etwa für Pilatus (2020) und Melegvizek országa (2022), und war am Drehbuch von Keser-édes (2005) beteiligt. Auch komponierte er Theater- und Ballettmusik.
Als Teil der Budapester Szene für freie Improvisation arbeitete Bolcsó mit Musikern wie Jonas Kocher, Christian Kobi, Zsolt Sőrés, István Grencsó, Bálint Baráth, Attila Gyárfás, Oli Mayne und den Trio JÜ sowie Less Is More. Zudem ist er Mitglied verschiedener Gruppen, darunter das Budapest Improvisers Orchestra und das Hermina Artist Collective. Mit Veronika Harcsa und Anastasia Razvalyaeva legte er das Album Schubert Now vor, mit Attila Gyárfás das Duoalbum Tabbis (2022). 
Bolcsó unterrichtet zudem seit 2011 Computermusik an der Universität Pécs und seit 2014 an der Franz-Liszt-Musikakademie in Budapest.